# Friedrichskoog
Friedrichskoog (en bajo alemán: Friechskouch) es un municipio situado en el distrito de Dithmarschen, en el estado federado de Schleswig-Holstein (Alemania), con una población a finales de 2016 de unos 2541 habitantes.
Se encuentra ubicado al oeste del estado, en la costa del mar del Norte.